# Nathaniel Branden
Nathaniel Branden (født Nathan Blumenthal 9. april 1930 i Brampton, Ontario, Canada. død 3. december 2014) er psykoterapeut og forfatter, i dag bedst kendt for sit arbejde indenfor selvværdets psykologi.